# 布魯克林 (印第安納州)
布魯克林（英語：Brooklyn）是一個位於美國印地安納州摩根縣的城鎮。

## 人口
根據2010年美國人口普查的數據，布魯克林的面積為2.60平方千米，當中陸地面積為2.57平方千米，而水域面積為0.03平方千米。當地共有人口1598人，而人口密度為每平方千米615人。